# Birmania en los Juegos Paralímpicos de Pekín 2008
Birmania estuvo representada en los Juegos Paralímpicos de Pekín 2008 por tres deportistas masculinos. El equipo paralímpico birmano no obtuvo ninguna medalla en estos Juegos.